# Whitmell P. Martin
Whitmell Pugh Martin, född 12 augusti 1867 i Assumption Parish i Louisiana, död 6 april 1929 i Washington, D.C., var en amerikansk politiker. Han var ledamot av USA:s representanthus från 1915 fram till sin död. Han företrädde först Progressiva partiet och bytte sedan parti till Demokratiska partiet efter två mandatperioder.
Martin utexaminerades 1888 från Louisiana State University och undervisade sedan kemi vid Kentucky Military Institute. Därefter var han verksam som kemist i Texas, studerade juridik vid University of Virginia och inledde 1892 sin karriär som advokat i Louisiana. Han arbetade som distriktsåklagare 1900–1906 och därefter som domare fram till år 1914 då han blev invald i representanthuset som progressiv. Han omvaldes en gång som progressiv och sex gånger som demokrat. Martin efterträdde Robert F. Broussard som kongressledamot år 1915, avled i ämbetet år 1929 och efterträddes av Numa F. Montet.